# PNA Azopardo (GC-25)
El PNA Azopardo (GC-25) es un patrullero de la clase Halcón que sirve en la Prefectura Naval Argentina desde su incorporación en 1983. Su nombre honra al coronel de marina Juan Bautista Azopardo.
Construido como parte de las cinco unidades de la clase Halcón, las cuales fueron construidas por Bazán en Ferrol, España. Puesto en gradas el 1 de abril de 1981, botado el 14 de octubre del mismo año y comisionado el 28 de abril de 1983. Desplaza más de 900 t a plena carga. Su eslora mide 66,5 m, su manga 10,6 m y su calado 3,2 m. Está propulsado por dos motores diésel de 5000 kW de potencia, pudiendo alcanzar los 18 nudos de velocidad. Su arma principal es un cañón Bofors de calibre 40 mm. Puede operar con un helicóptero HB350 Esquilo. Bautizado Azopardo, en honor al marino argentino Juan Bautista Azopardo, ha participado de numerosos operativos de ayuda a otras naves, vigilancia y control de pesca.
En 2019, finalizó su modernización en el astillero argentino Tandanor. Dicha modernización significó la actualización de sus sensores, el reemplazo de chapa y la adaptación de los baños para el personal femenino, entre otras cosas.